# Двухэтажный вагон

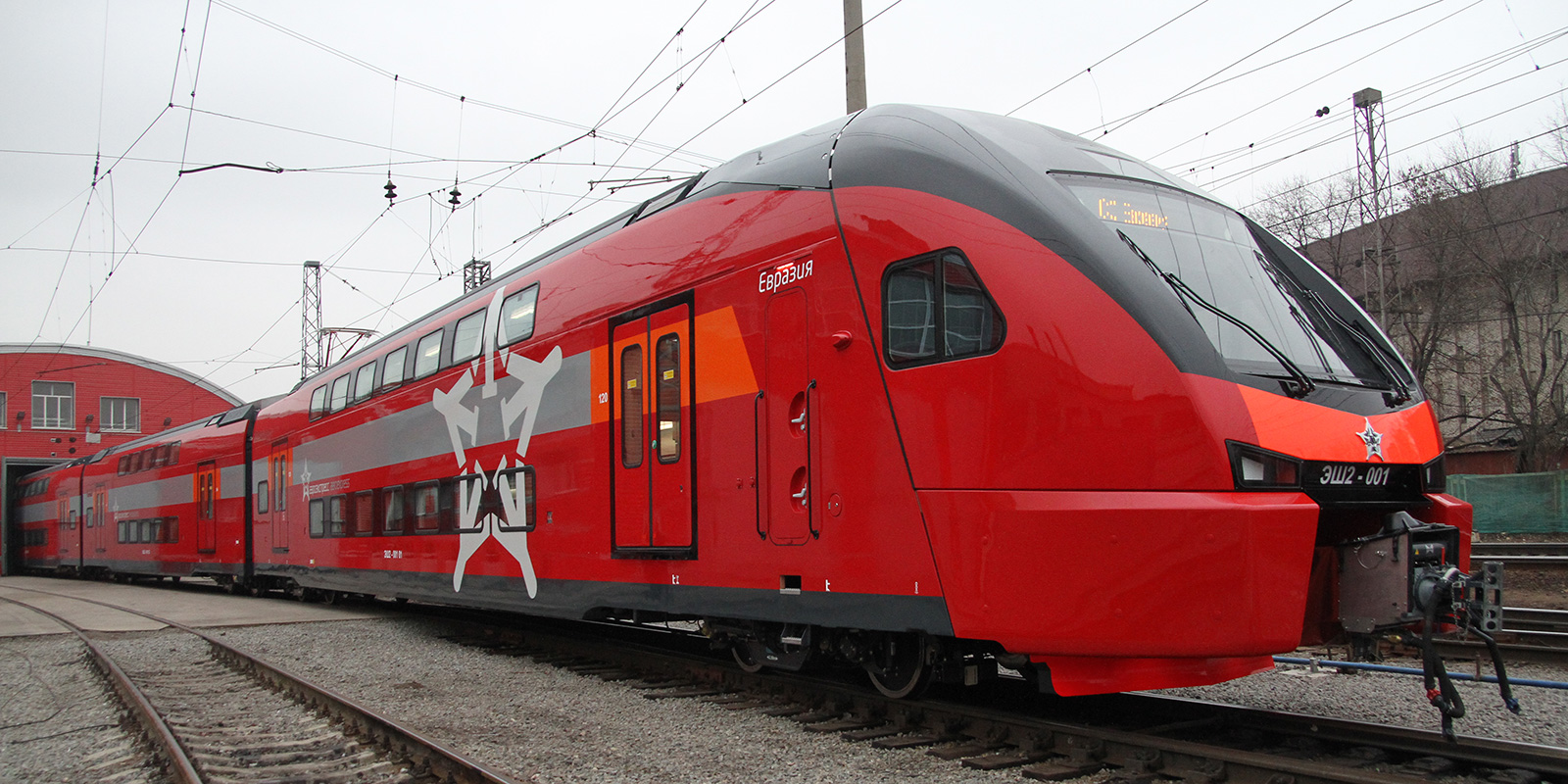
Двухэтажный электропоезд-аэроэкспресс ЭШ2

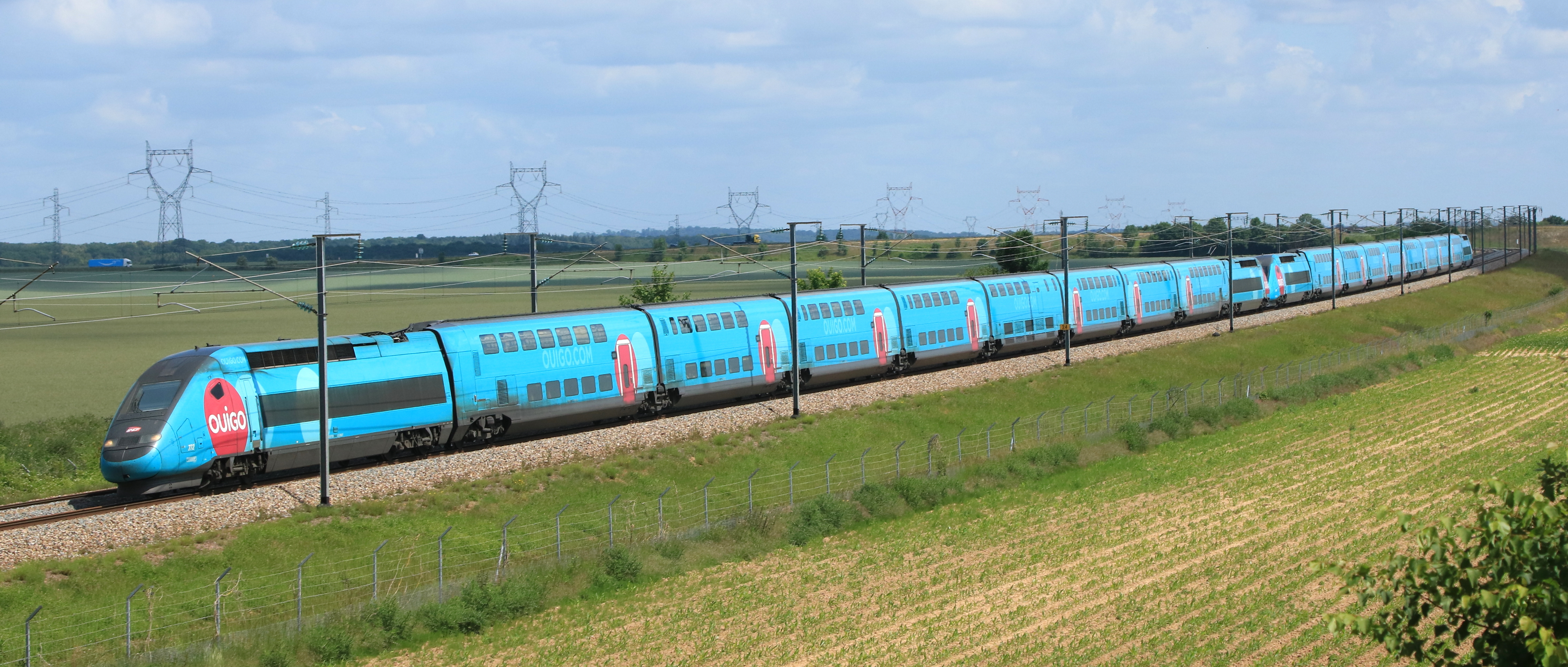
Двухэтажный высокоскоростной электропоезд TGV Duplex

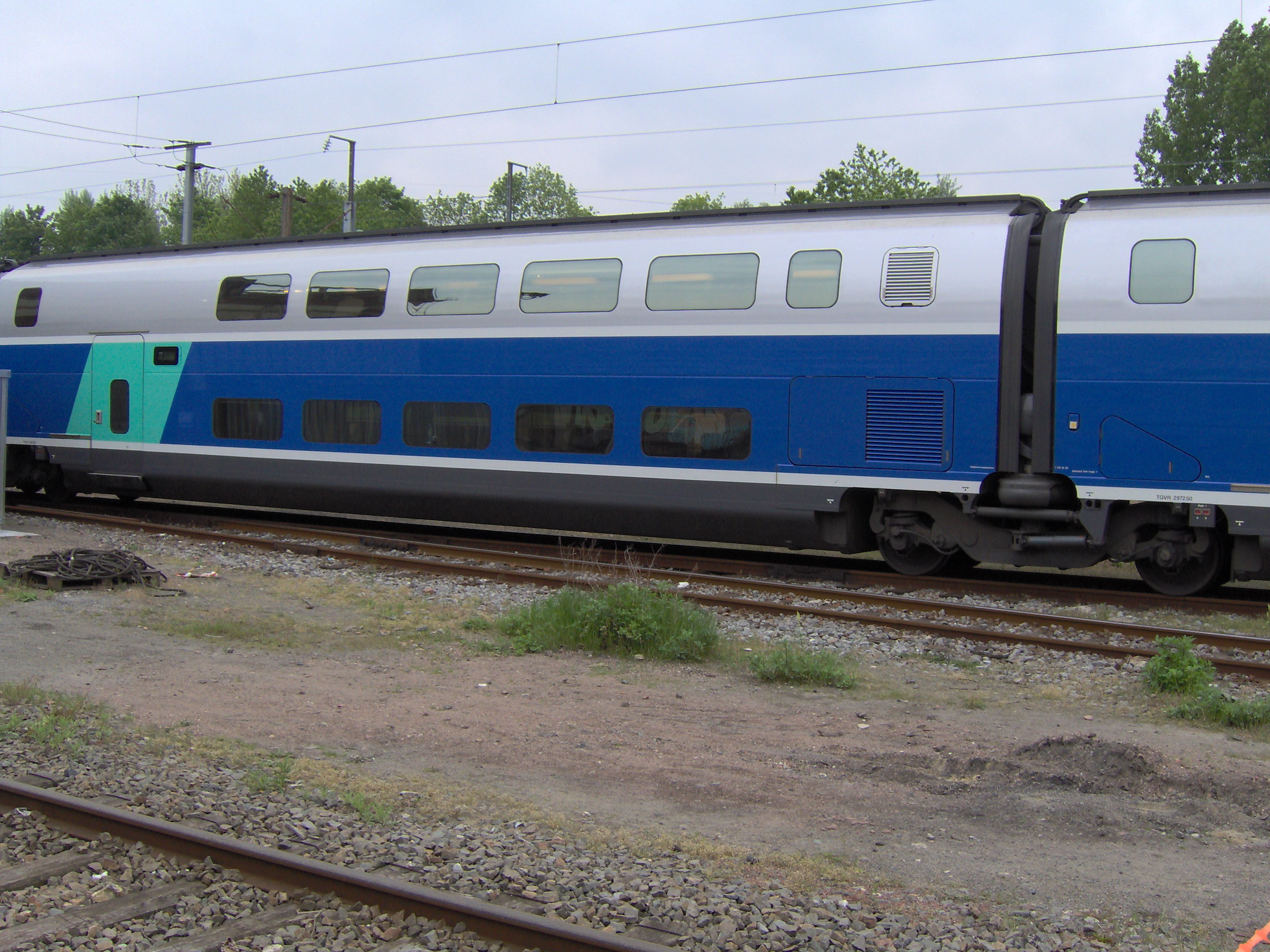
Вагоны TGV Duplex

Двухэтажный вагон или двухъярусный вагон — вагон, в котором для увеличения пассажировместимости устроены два салона для пассажиров, один над другим. Двухэтажные вагоны применяются как в поездах локомотивной тяги, так и в моторвагонных поездах (электро и реже дизель-поездах).
Примерами электропоездов, имеющих двухэтажные вагоны, могут быть пригородные и региональные Stadler KISS (в частности, ЭШ2), Siemens Desiro Double Deck (SBB-CFF-FFS RABe 514) или Škoda City Elefant (Class 471, EJ 575, EJ 675), DDZ, высокоскоростные Shinkansen E1, Shinkansen E4, TGV Duplex.

## Конструкция
Из-за ограничений габарита вагона допустимыми габаритами подвижного состава, которые, в свою очередь, ограничены габаритами существующих строений (тоннелей, путепроводов, высотой подвески контактной сети на электрифицированных линиях), для размещения двух пассажирских салонов применяются разные технические решения.
Обычно двухэтажный вагон разделён на три зоны — центральную с двумя этажами, размещённую между тележками, и две крайние переходные одноэтажные, размещённые по концам вагона над тележками. Обычно первый этаж размещается как можно ниже между тележками, а в местах расположения тележек пол нижнего салона резко повышается, в этом месте устраивается лестница на промежуточный этаж, а параллельно ей располагается лестница с промежуточного на верхний уровень. Пространство между крышей и потолком промежуточного уровня как правило используется для размещения электрооборудования, которое в отличие от одноэтажных вагонов не может быть размещено в подвагонном пространстве. У вагонов, приспособленных для эксплуатации на линиях с низкими платформами, входные двери расположены на уровне первого этажа, как и у низкопольного одноэтажного вагона, а у вагонов для эксплуатации на линиях с высокими платформами — на уровне переходного этажа над тележкой, как и у обычного одноэтажного высокопольного вагона.
В силу того, что двухэтажные салоны не могут быть размещены над тележками из-за ограничений габаритов с одной стороны и требований к минимально допустимой высоте потолков с другой, а часть внутреннего пространства занимают лестницы и внутривагонное электрооборудование, которое у обычных одноэтажных вагонов располагается в подвагонном пространстве, двухэтажные салоны занимают только часть длины вагона. Поэтому двухэтажный вагон имеет пассажировместимость только на 40-78 % больше, чем аналогичный одноэтажный вагон, а не вдвое. Особенно это выражено у вагонов двухэтажного моторвагонного подвижного состава, которые имеют размещённый в специальных отсеках комплект силового оборудования, обычно в зонах по концам вагона.
Имеются также такие конструкции, где второй этаж вагона используется как обзорный салон с панорамным остеклением или ресторан. В таких вагонах первый этаж имеет небольшую высоту потолков и является как бы техническим, а второй уровень имеет более высокие и широкие окна, а также иногда и остекление крыши вагона. Такие вагоны, в частности, пытались использовать в СССР в туристических поездах в 1970—1980-х годах.

## Преимущества и недостатки
Преимущества двухъярусных вагонов:
- более высокая пассажировместимость и, следовательно, провозная способность без необходимости увеличения длины поезда и посадочных платформ;
- часто входные двери нижнего салона расположены на более низком уровне, что позволяет обойтись без высоких платформ;
- пассажиры, размещаемые на втором этаже при грамотном расположении окон имеют лучший обзор по сравнению с одноэтажным вагоном за счёт большей высоты над полотном.

Недостатки двухэтажных вагонов:
- более медленный процесс посадки и высадки пассажиров из-за необходимости прохода по лестницам, поскольку вход и выход из вагона возможен только с уровня первого этажа у вагонов для низких платформ или промежуточного этажа у вагонов для высоких платформ, в результате чего двухэтажные вагоны плохо приспособлены для использования на городских и ближних пригородных маршрутах с частыми остановками;
- в случае катастроф такие вагоны потенциально опаснее (больше времени на эвакуацию, большее количество потенциальных жертв);
- меньше мест для багажа, низкие потолки;
- в спальных вагонах из-за скоса крыши  на втором этаже в купе с двухъярусными полками пространство верхней полки более тесное (в новых вагонах данная проблема устранена)
- в случае расположения дверей на промежуточном уровне (для линий с высокими платформами) пассажирам требуется пользоваться лестницами для прохода как на второй, так и на первый этаж, что затруднительного для пассажиров с ограниченными возможностями или тяжёлым/громоздким багажом;
- в случае расположения дверей на нижнем уровне становится невозможным использование таких вагонов на линиях с высокими пассажирскими платформами;
- пассажиры, размещаемые на первом этаже, имеют худший обзор по сравнению с обычным одноэтажным вагоном за счёт меньшей высоты над полотном;
- большая высота вагона увеличивает высоту центра тяжести вагона и, следовательно, его склонность к опрокидыванию (например, двухэтажные вагоны производства Тверского вагоностроительного завода на полметра выше обычных[4]);
- конструкция вагона усложняется, в частности, обычно требуется изогнутая хребтовая балка, а также усложняется компоновка электрооборудования.

## Распространение

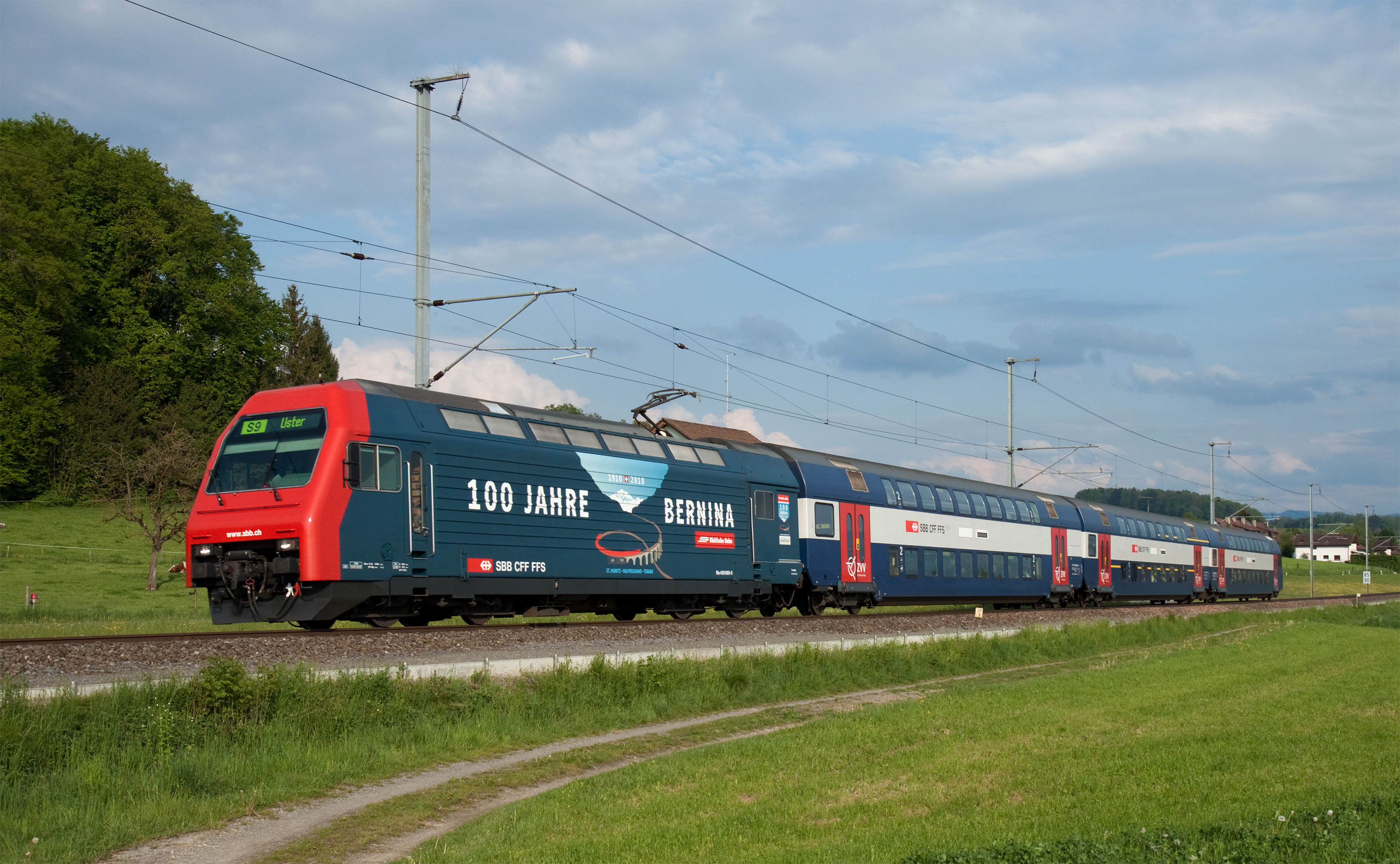
Двухэтажный челночный поезд в Швейцарии, ведомый электровозом Re 450

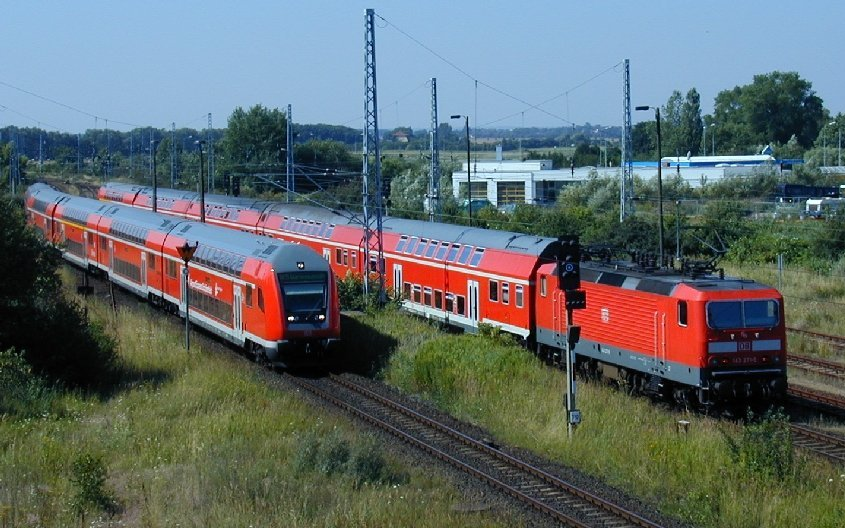
Двухэтажные челночные поезда с вагонами производства Bombardier, с электровозами класса 143

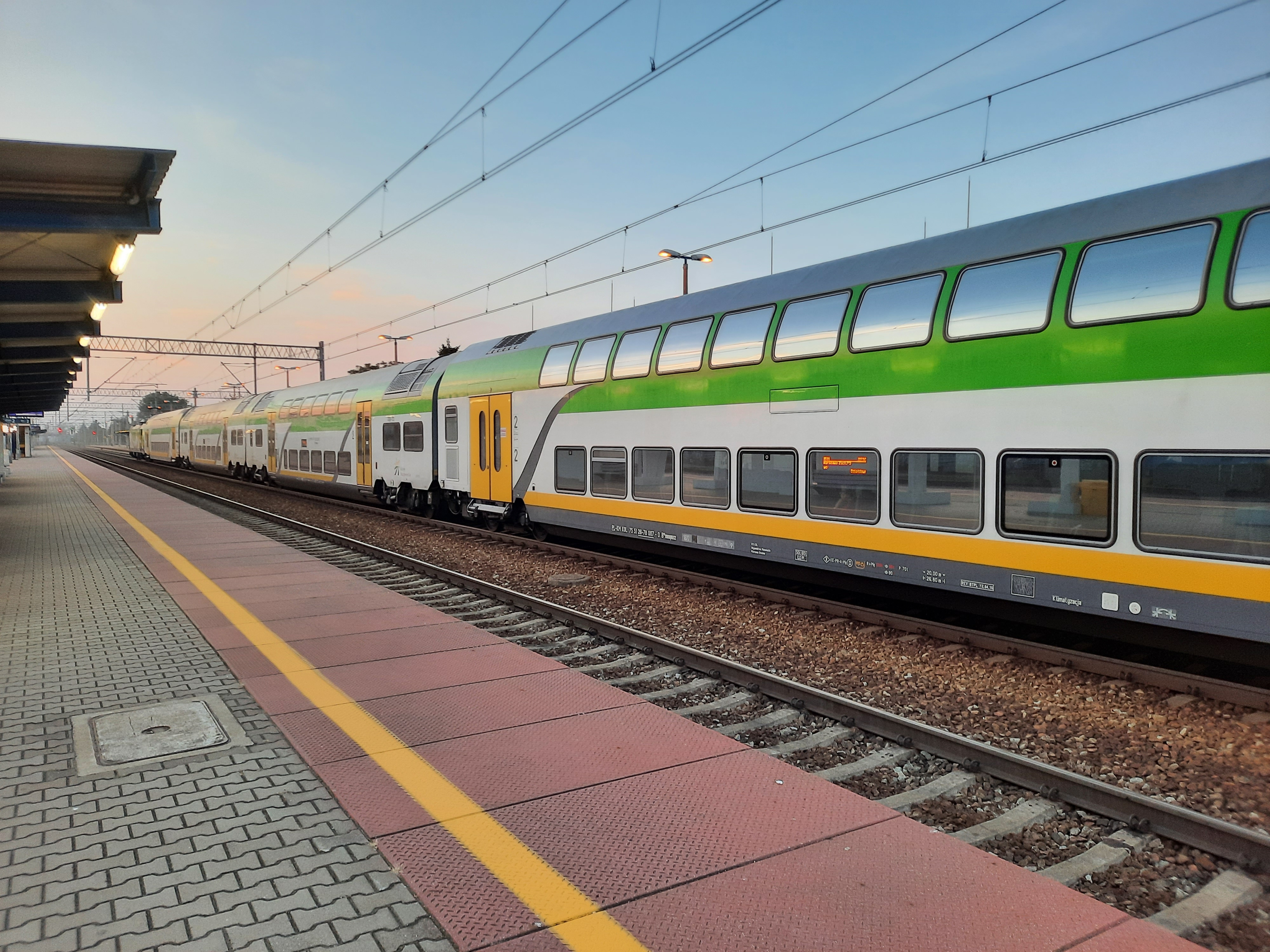
Поезд в Польше, состоящий из вагонов двух разных производителей: Bombardier и Pesa

### В Европе
В Западной Европе двухэтажные поезда эксплуатируются в основном в пригородном и региональном сообщении. Однако, активно разрабатываются варианты использования двухэтажного подвижного состава в дальнем сообщении и международных перевозках, в том числе с использованием спальных вагонов. Вместимость двухъярусных спальных вагонов по сравнению с обычными вагонами в полтора раза больше. В них можно разместить 50-52 спальных места, тогда как в традиционных вагонах только 34-36 мест. В некоторых странах Западной Европы двухэтажные вагоны пригородного сообщения имеют более 160 мест для сидения. Причём длина двухэтажных вагонов незначительно отличается от длины одноэтажных — до 25 м. Высота двухэтажных вагонов во Франции и Италии 4320 мм, а в Бельгии 4430 мм. Большую часть двухэтажных поездов составляют поезда локомотивной тяги с головными вагонами, обеспечивающими возможность дистанционного управления локомотивом, и эксплуатируются как челночные поезда по схеме «тяни-толкай».

#### Производители двухэтажных вагонов
Среди европейских производителей подвижного состава наибольший богатый опыт в разработке и постройке двухэтажных пассажирских вагонов имеет компания Bombardier Transportation. Многие тысячи таких вагонов эксплуатируются на железных дорогах разных стран мира почти на всех континентах. Наиболее крупным и известным предприятием-изготовителем двухэтажных вагонов является принадлежащий в настоящее время этой компании завод в Гёрлице (Германия), который строит их уже в течение более 70 лет. Помимо завода в Гёрлице, двухэтажные вагоны компании Bombardier производятся и другими вагоностроительными заводами — например, для Бельгии их строил завод в Брюгге (Бельгия), для Нидерландов — завод в Ахене (Германия). Вагоны для железных дорогам и администраций рельсового транспорта стран Северной Америки компания Bombardier Transportation поставляет с завода в Тандер-Бее (провинция Онтарио, Канада).
Предприятие DWA в Гёрлице накопило большой опыт постройки двухэтажных пассажирских вагонов для поездов на локомотивной тяге, выпустив около 5000 единиц для различных железных дорог. Таким образом, этот завод является крупнейшим поставщиком двухэтажных пассажирских вагонов для железных дорог стран Старого Света. Всего же, начиная с 1951 г., на заводе в Гёрлице было изготовлено более 6800 двухэтажных пассажирских вагонов. В 1993 г. на сеть DBAG поступили 75 вагонов для региональных перевозок в районе Мюнхена. Основываясь на их успешной эксплуатации, DBAG в 1994 г. заказали еще 250 вагонов такого типа. Компанией Bombardier Transportation в 1999 г. был получен заказ на 210 двухэтажных пассажирских вагонов для Бельгии и 16 для Израиля, в 2001 г. — на 126 вагонов для Нидерландов и 42 для Дании, в 2002 г. — еще на 25 вагонов для Дании и 24 для Израиля, в 2003 г. — на 85 вагонов для Люксембурга, в 2004 г. — еще на 54 вагона для Израиля и 70 для Бельгии, в 2007 г. — еще на 130 вагонов для Бельгии и т. д., не говоря о крупных заказах для железных дорог (DB) и ряда местных транспортных администраций Германии.
В настоящее время предприятие в Гёрлице ведёт разработки двухэтажных вагонов новой конструкции. По сравнению с вагонами поставки 1993 г. у них на 4 тонны снижена масса тары, ниже расположены воздухозаборные решётки (что необходимо в условиях дизельной тяги), применены туалеты замкнутого типа, система энергоснабжения бортовых устройств базируется на использовании преобразователей высокого напряжения, полностью совместимых с тепловозными вспомогательными генераторами. Кроме того, вагоны оборудованы новыми тележками типа Gurlitz VIII с пневматическим рессорным подвешиванием и снабжены информационными указателями маршрута следования поезда в двух направлениях. Отличием новых вагонов является также наличие широких дверных проёмов, входных площадок с низким уровнем пола и многофункциональных зон, облегчающих поездки пассажирам с ограниченными физическими возможностями, имеющим при себе детей малого возраста или обремененным громоздким багажом (например, лыжами или велосипедами). Предусмотрены устройства противопожарной защиты, соответствующие требованиям последних законодательных актов. Необходимым атрибутом современного подвижного состава является также электронная система информирования пассажиров, снабженная дополнительными кнопками экстренной связи с поездной бригадой. Для новых вагонов характерны также окна усовершенствованной конструкции, удобные кресла, возможность адаптировать расстановку кресел к запросам заказчиков, гибкая компоновка пассажирских салонов. Непременными элементами оснащения стали туалеты, специально приспособленные для пассажиров на инвалидных колясках. Просторные вагоны большой пассажировместимости сочетают в себе последние достижения в данной области, и, как полагают, их ввод в эксплуатацию заметно улучшит транспортное обслуживание.
В вагонах особое внимание уделено пассажирам с ограниченными физическими возможностями. Для них выделен тот конец хвостового вагона, где находится кабина управления. Здесь по соседству с входной площадкой расположена многофункциональная зона, на стенках которой укреплены откидные сиденья. В этой зоне могут разместиться инвалидная коляска и сопровождающие лица. Дверной проём входной площадки, пол которой имеет пониженную высоту, оснащён выдвижным трапом с кнопочным управлением. Панели с кнопками расположены внутри и снаружи вагона, причем снаружи имеются две кнопки на разной высоте, что помогает самому пассажиру-инвалиду или сопровождающему лицу вызвать члена поездной бригады для задействования трапа. Трап имеет пневматический привод, связанный с тормозной системой вагона таким образом, чтобы, во-первых, устранить возможность пользования трапом до полной остановки поезда и, во-вторых, обеспечить автоматический возврат трапа в исходное положение при трогании поезда. Из многофункциональной зоны есть непосредственный доступ в туалет, специально приспособленный для пассажиров на инвалидных колясках. Кроме того, в зоне и в туалете смонтированы кнопки экстренного вызова для оказания необходимой помощи. К числу других усовершенствований, введённых в конструкцию и оснащение вагонов для KM по сравнению с их предшественниками, можно отнести ликвидацию служебных отделений и изменение расстановки кресел для увеличения пассажировместимости, усиление конструкции буферов в расчете на восприятие повышенных продольных нагрузок, обустройство дополнительных аварийных выходов, обустройство системы подсчета пассажиров. Предусмотрена возможность оснащения вагонов в процессе эксплуатации (если это окажется целесообразным) автоматами для продажи билетов и валидаторами для проверки проездных документов.
В настоящее время в Германии только DB эксплуатируют более 1600 двухэтажных вагонов постройки Bombardier; кроме того, некоторое число таких вагонов используют местные транспортные администрации и компании-операторы.
В последние десятилетия наряду с поездами локомотивной тяги широкое распространение получили двухэтажные электропоезда. Компания Alstom Transport реализует на рынке 21% общемировой потребности в региональных моторвагонных поездах и находится на втором месте после своего основного конкурента Bombardier Transportation (42%). По выпуску региональных поездов из одноэтажных вагонов компания также занимает второе место, однако по моторвагонным поездам из двухэтажных вагонов Alstom (31%) опережает Bombardier (26%). Также существенную часть рынка по производству двухэтажных моторвагонных поездов занимают швейцарская компания Stadler (линейка KISS), немецкая Siemens (линейка Desiro Double Deck и Desiro HC), польская Pesa (линейка Sundeck), чешская Škoda (линейка City Elefant).

### В России

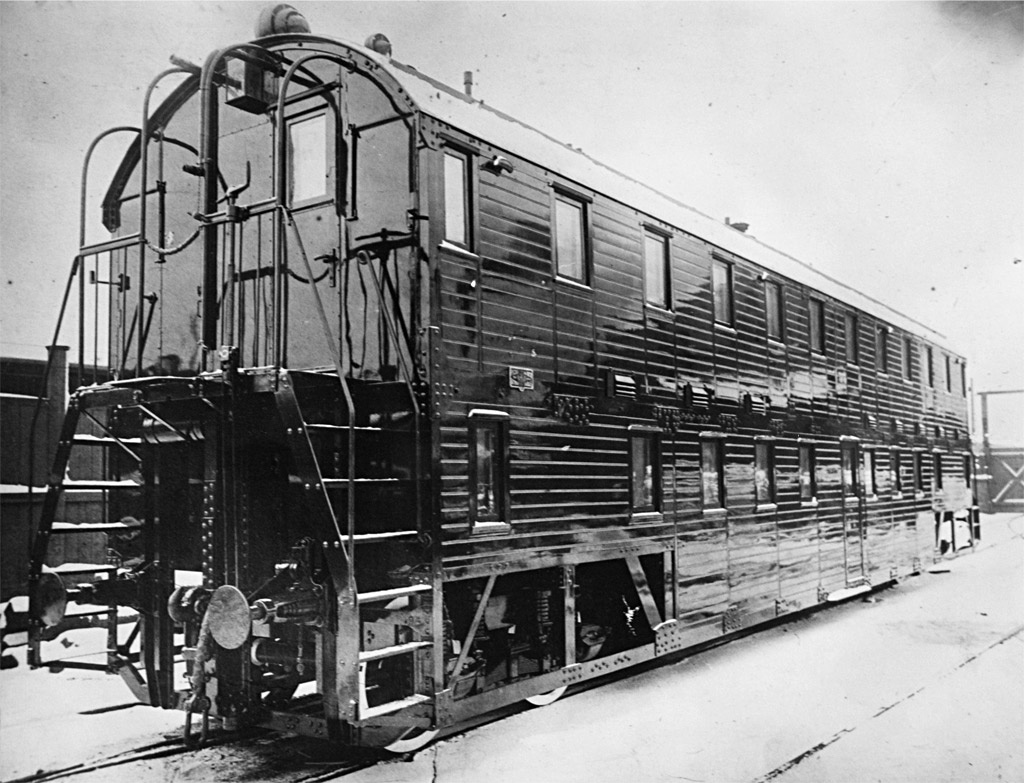
Двухэтажный пассажирский вагон, изготовленный на Сормовском заводе в 1907 году.

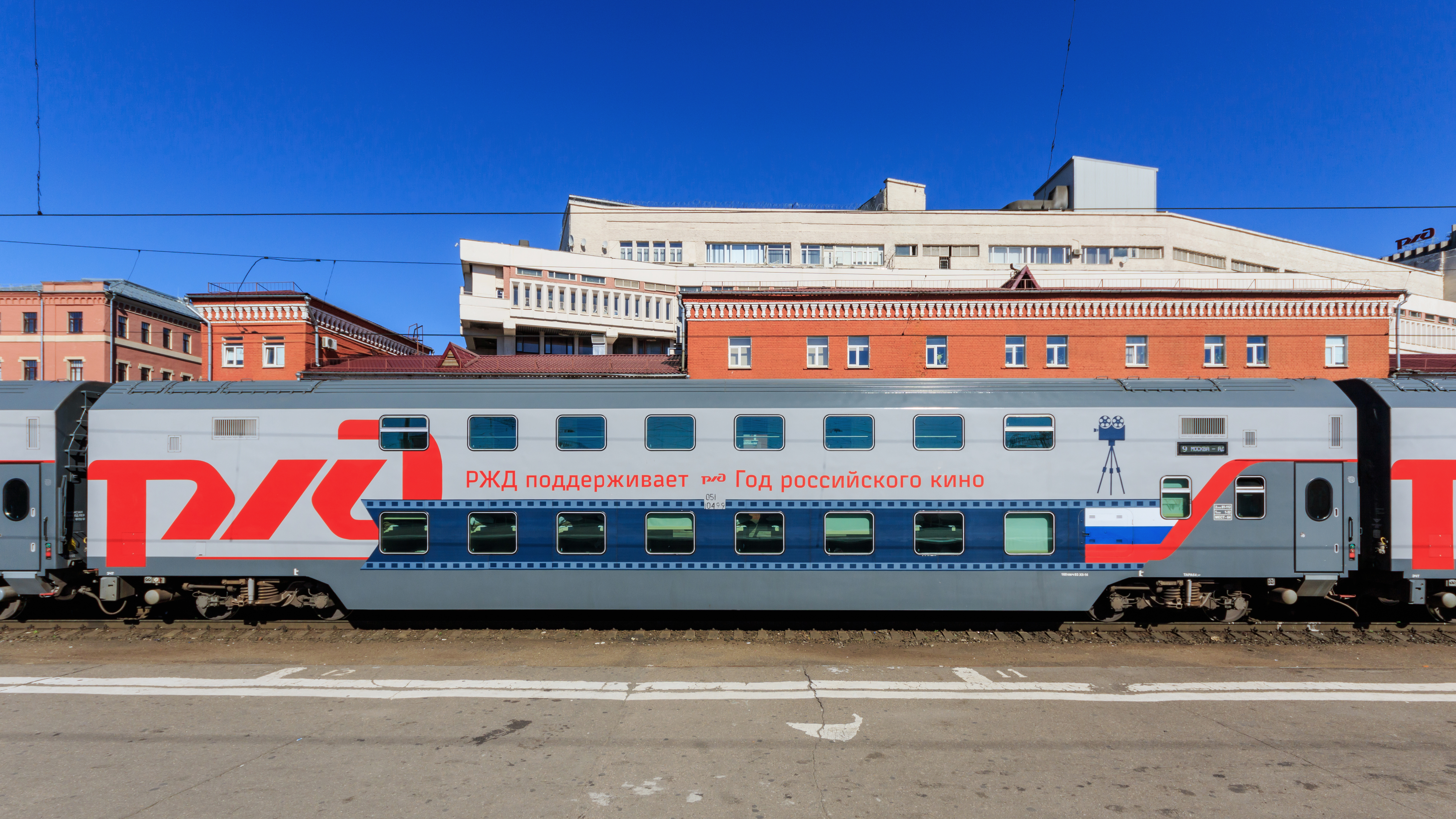
Двухэтажный вагон фирменного поезда Москва — Адлер

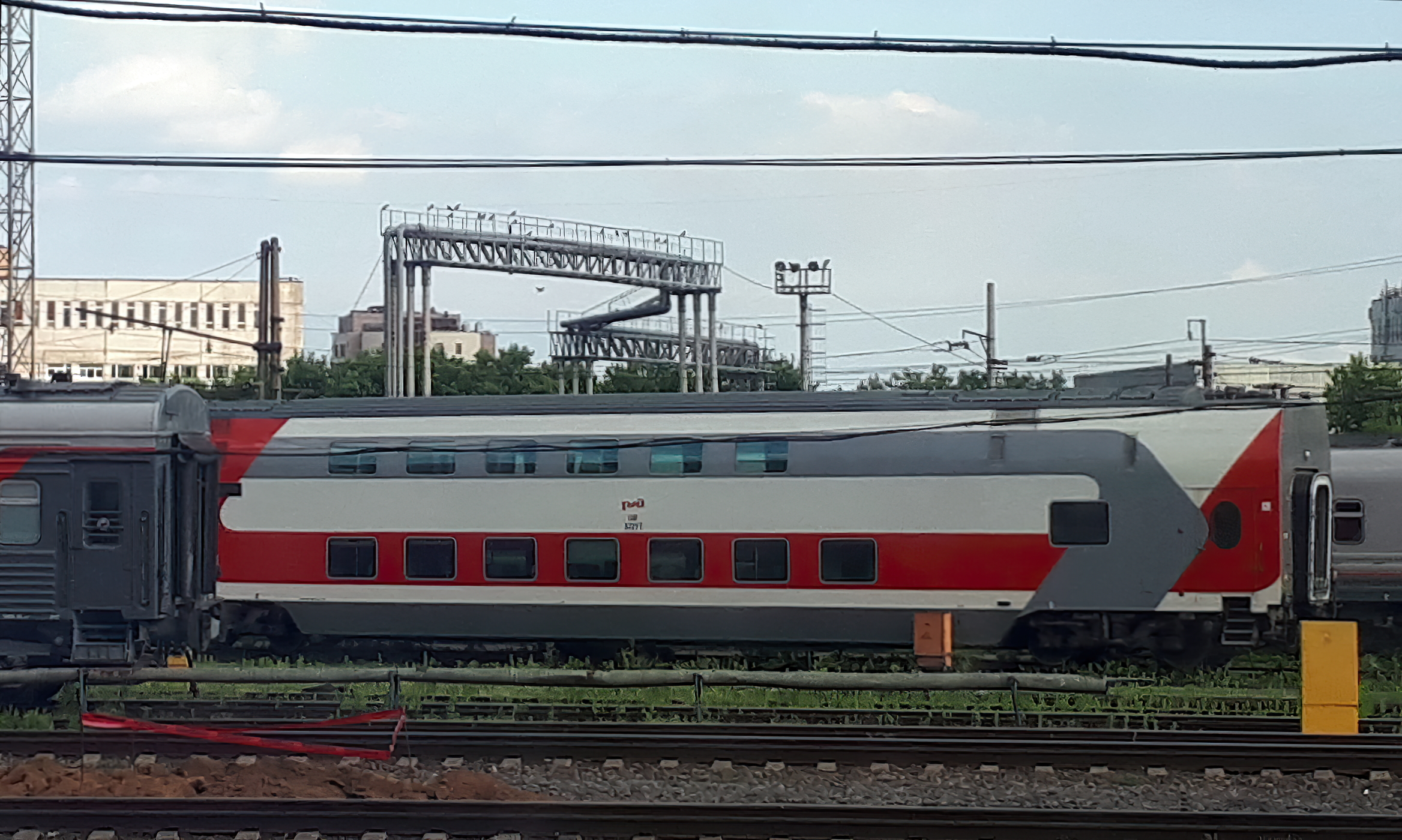
Двухэтажный вагон с сидячими местами

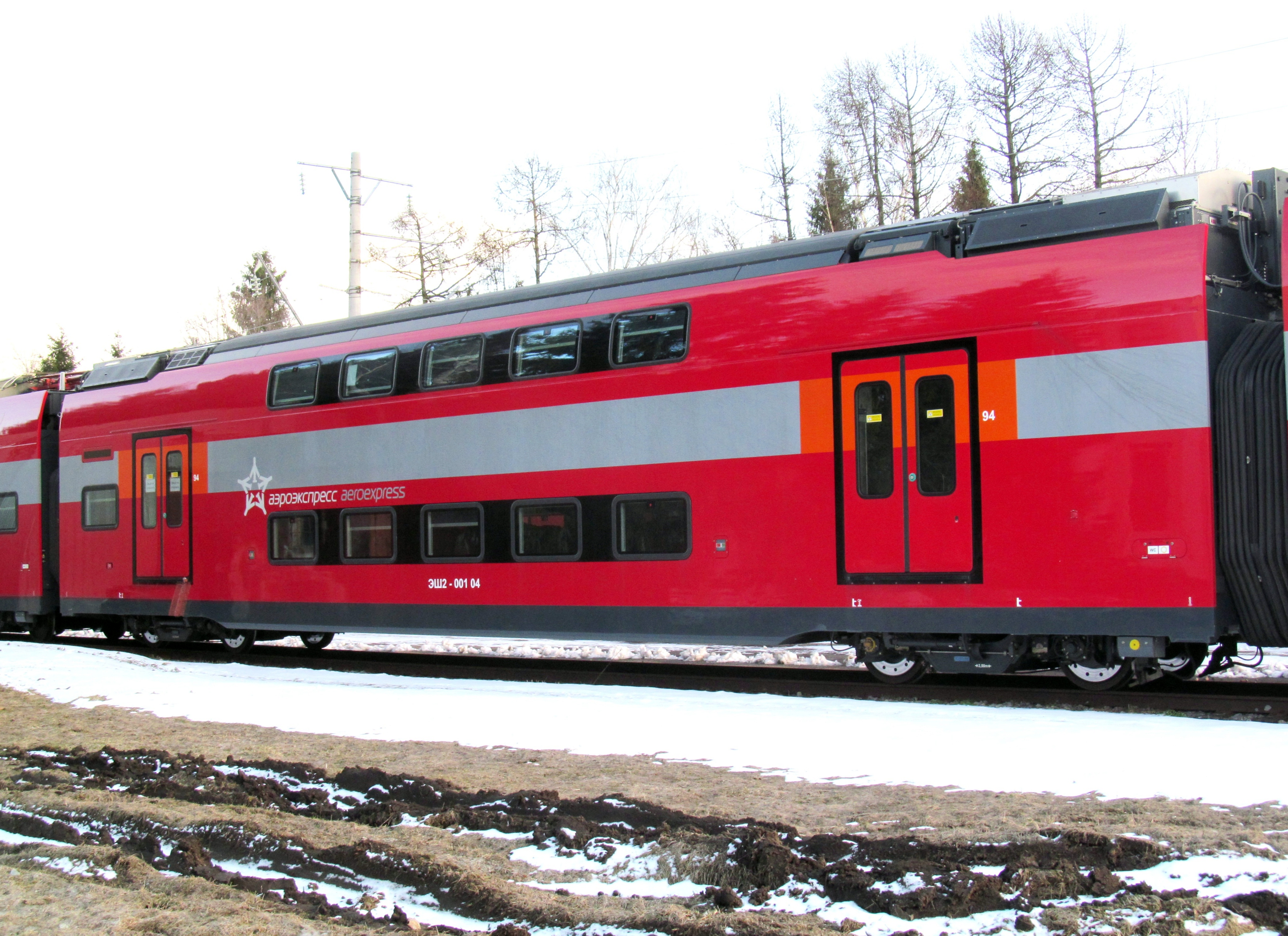
Двухэтажный вагон пригородного электропоезда ЭШ2

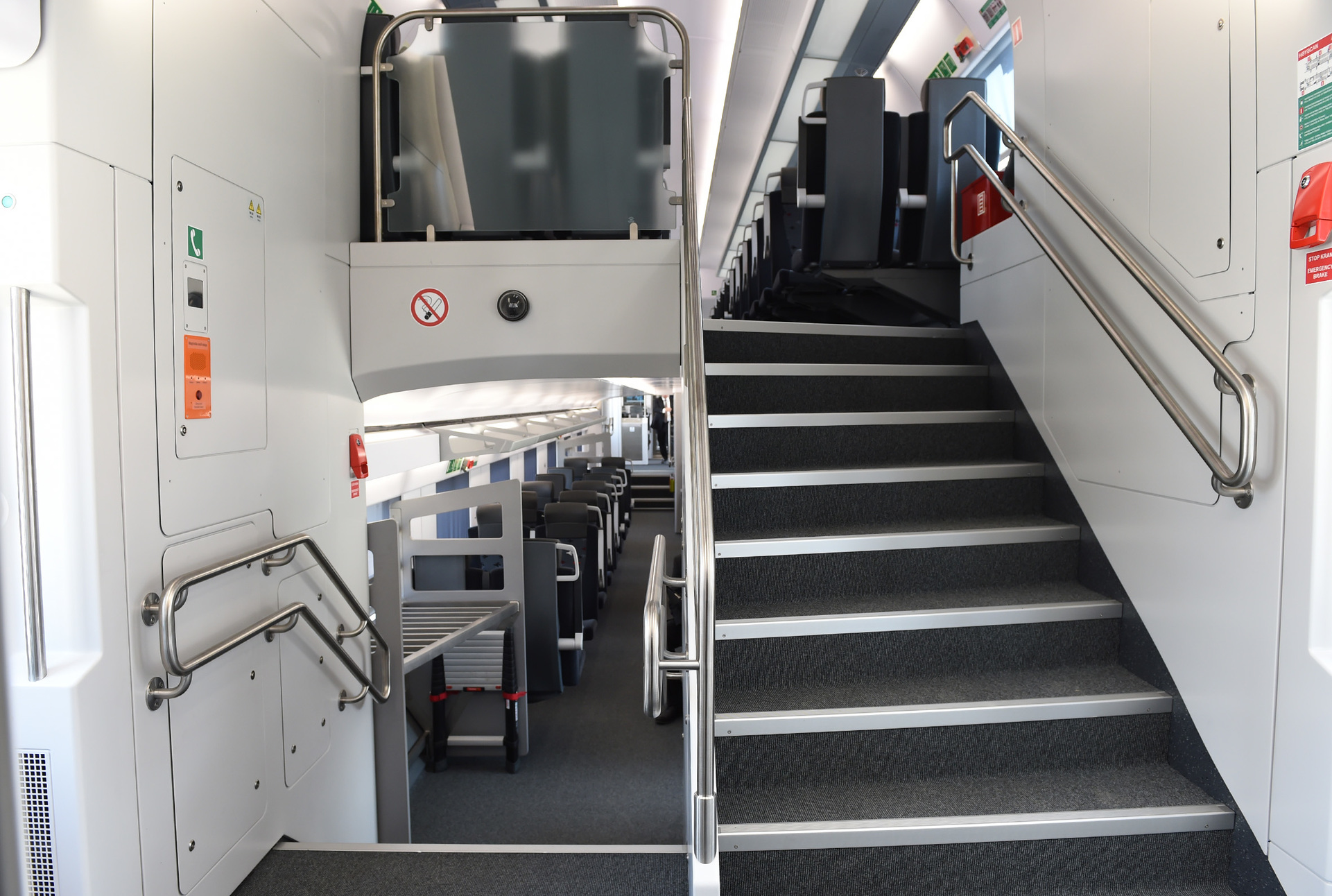
Лестницы в салоне электропоезда ЭШ2

- Первые двухэтажные вагоны в России созданы в 1905 году на Тверском вагоностроительном заводе. Они были предназначены для переселения людей на Дальний Восток. Первый этаж при этом использовался для перевозки скота[5]. В 1907 году их начал выпускать и Сормовский завод.
- Двухэтажный туристический вагон[англ.] (с салоном и стеклянным куполом на втором ярусе) создан совместно Ленинградским вагоностроительным заводом им. Егорова и КВЗ в 1960-х годах (единственный сохранившийся экземпляр экспонируется в Ташкентском железнодорожном музее).
- На Челябинском Опытном заводе путевых машин (ОЗПМ) им. Балашенко в качестве бытовки используется экспериментальный двухэтажный вагон для электропоездов, в центральной части вагона пассажирские салоны располагаются в два яруса, причём окна верхнего яруса заходят на покатую линию крыши; двери, расположенные над тележками, унифицированные с дверьми электропоездов ЭР2.
- 16 июня 2009 года ОАО «Российские железные дороги» утвердило техническое задание на модельный ряд двухэтажных пассажирских вагонов поездов дальнего следования с локомотивной тягой — купейный, СВ и штабной. В 2010 году утверждено техническое задание на вагон-ресторан. Проект реализуется Тверским вагоностроительным заводом (ТВЗ, входит в состав ЗАО «Трансмашхолдинг»). Серийное производство двухэтажных пассажирских вагонов началось на ТВЗ в 2011 году.
- 29 декабря 2010 года ТВЗ подписал контракт на поставку в 2013 году для нужд Федеральной пассажирской компании 50 двухэтажных вагонов — 38 купейных (мод. 61-4465[6]), 4 спальных (мод. 61-4465.01), 4 штабных (мод. 61-4472) и 4 вагонов-ресторанов (мод. 61-4473).
- 1 ноября 2013 года первый российский двухэтажный поезд отправился с Казанского вокзала Москвы в Адлер[7].
- 1 февраля 2015 года отправился второй двухэтажный поезд из Санкт-Петербурга в Москву[8].
- 1 июня 2015 года отправился третий двухэтажный поезд из Казани в Москву[9].
- 1 августа 2015 года отправился четвёртый двухэтажный поезд (с сидячими вагонами) из Воронежа в Москву[10].
- 3 декабря 2015 года отправился пятый двухэтажный поезд из Самары в Москву[11].
- 1 февраля 2016 года отправился шестой по счету двухэтажный поезд и второй двухэтажный поезд из Санкт-Петербурга в Москву[12].
- 28 мая 2016 года отправился седьмой двухэтажный поезд из Адлера в Санкт-Петербург[13].
- 2 августа 2017 года отправился восьмой двухэтажный поезд из Кисловодска в Москву[14].
- 14 сентября 2017 года отправился девятый двухэтажный поезд из Ростова-на-Дону в Адлер[15].
- 27 октября 2017 года началась эксплуатация компанией Аэроэкспресс моторвагонных (безлокомотивных) скоростных двухэтажных поездов ЭШ2 разработки швейцарской компании Stadler по маршруту Москва—Аэропорт Домодедово и Москва—Аэропорт Внуково. Впоследствии с ноября 2019 года составы переведены на маршрут Одинцово—Аэропорт Шереметьево (Одинцово—Белорусский вокзал в режиме МЦД).
- 9 декабря 2018 года отправился десятый двухэтажный поезд из Ижевска в Москву[16].
- с 3 декабря 2019 года фирменный поезд «Карелия» (Петрозаводск—Москва—Петрозаводск) курсирует обновлённым составом из двухэтажных вагонов[17].
- с 9 декабря 2019 года фирменный поезд «Сура» (Пенза—Москва—Пенза) курсирует обновлённым составом из двухэтажных вагонов.
- с 25 декабря 2019 года назначен поезд №28 «Таврия» Москва — Симферополь составом из двухэтажных вагонов[18].
- с 25 декабря 2019 года поезда №737-742 Москва — Брянск курсируют обновлённым составом из двухэтажных вагонов.
- с 12 октября 2020 года поезд №21/22 Мурманск — Санкт-Петербург курсирует обновлённым составом из двухэтажных вагонов[19].
- с 16 октября 2020 года назначен поезд №743/744 Москва — Смоленск составом из двухэтажных вагонов[20].
- с 3 декабря 2021 года поезд №137/138 Москва — Оренбург курсирует обновлённым составом из двухэтажных вагонов[21]
- с 12 декабря 2021 года поезд №29/30 Санкт-Петербург — Москва был продлён до Белгорода начал курсировать обновлённым составом из двухэтажных вагонов[22]
- с 17 декабря 2021 года поезд №43/44 Санкт-Петербург — Кострома курсирует обновлённым составом из двухэтажных вагонов[23]
- с 25 февраля 2022 года поезд №65/66 Москва — Тольятти курсирует обновлённым составом из двухэтажных вагонов
- с 15 апреля 2022  года поезд №21/22 Москва —  Ульяновск курсирует составом из двухэтажных вагонов (14 вагонов)[24][25][26]

Ныне действующие маршруты:
| Номер поезда                                                               | Маршрут                                                                   | Дата запуска                                                                      | Типы вагонов                               | Периодичность курсирования                                             |
| -------------------------------------------------------------------------- | ------------------------------------------------------------------------- | --------------------------------------------------------------------------------- | ------------------------------------------ | ---------------------------------------------------------------------- |
| № 103/104                                                                  | Адлер — Москва                                                            | 30 октября 2013 года                                                              | Купе, СВ                                   | 1 пара поездов в сутки                                                 |
| № 5/6 № 25/26 «Смена — А. Бетанкур» № 175/176 № 741/742 № 743/744 «Аврора» | Санкт-Петербург — Москва                                                  | 1 февраля 2015 года 1 февраля 2016 года 10 декабря 2017 года 19 декабря 2024 года | Купе                                       | 4 пары поездов в сутки                                                 |
| №23/24                                                                     | Москва — Казань                                                           | 1 июня 2015 года                                                                  | Купе, СВ                                   | 1 пара поездов в сутки                                                 |
| № 737/738 № 739/740 (с лета 2017)                                          | Москва — Воронеж                                                          | 31 июля 2015 года                                                                 | Сидячий                                    | 2 пары поездов (с лета 2016)                                           |
| № 49/50                                                                    | Москва — Самара                                                           | 3 декабря 2015 года                                                               | Купе, СВ                                   | 1 пара поездов в сутки                                                 |
| № 35/36 «Северная пальмира»                                                | Санкт-Петербург — Адлер                                                   | 28 мая 2016 года 29 июля 2016 года 1 сентября 2016 года 1 октября 2016 года       | Купе, СВ                                   | 1 поезд в 4 дня (1 пара поездов в сутки с октября 2016)                |
| № 3/4 «Кавказ»                                                             | Кисловодск — Москва                                                       | 2 августа 2017 года                                                               | Купе, СВ                                   | 1 пара поездов в сутки.                                                |
| № 641/642                                                                  | Ростов-на-Дону — Адлер                                                    | 14 сентября 2017 года                                                             | Купе, СВ                                   | 1 пара поездов в 2 дня (1 пара поездов в сутки с 10 декабря 2017).     |
| № 75хх/60хх «Аэроэкспресс»                                                 | Одинцово — Белорусский вокзал — Савеловский вокзал — Аэропорт Шереметьево | 27 октября 2017 года / июль-ноябрь 2019 года                                      | Сидячий (Stadler KISS, версия ЭШ2 Евразия) | Каждые 30 минут                                                        |
| № 25/26 «Италмас»                                                          | Ижевск — Москва                                                           | 9 декабря 2018 года                                                               | Купе                                       | 1 пара поездов в сутки                                                 |
| № 17/18 «Карелия»                                                          | Петрозаводск — Москва                                                     | 3 декабря 2019 года                                                               | Купе, СВ                                   | 1 пара поездов в сутки                                                 |
| № 51/52 «Сура»                                                             | Пенза — Москва                                                            | 9 декабря 2019 года                                                               | Купе, СВ                                   | 1 пара поездов в сутки                                                 |
| № 28 «Таврия»                                                              | Москва — Симферополь                                                      | 25 декабря 2019 года                                                              | Купе, СВ                                   | 1 пара поездов в сутки                                                 |
| № 737/738, № 739/740, № 741/742                                            | Москва — Брянск                                                           | 25 декабря 2019 года                                                              | Сидячий, Купе, СВ                          | 3 пары поездов в сутки                                                 |
| № 21/22                                                                    | Мурманск — Санкт-Петербург                                                | 12 октября 2020 года                                                              | Купе                                       | 1 пара поездов в сутки                                                 |
| № 743/744                                                                  | Москва — Смоленск                                                         | 16 октября 2020 года                                                              | Сидячий, Купе                              | 4 раза в неделю                                                        |
| № 137/138                                                                  | Москва — Оренбург                                                         | 3 декабря 2021 года                                                               | Купе                                       | 1 пара поездов в сутки                                                 |
| № 29/30                                                                    | Санкт-Петербург — Белгород                                                | 12 декабря 2021 года                                                              | Сидячий, Купе                              | 1 пара поездов в сутки                                                 |
| № 43/44                                                                    | Санкт-Петербург — Кострома                                                | 17 декабря 2021 года                                                              | Купе                                       | 2 пары поездов в неделю (каждый день в период конец мая—конец августа) |
| № 65/66                                                                    | Москва — Тольятти                                                         | 25 февраля 2022 года                                                              | Купе, СВ, Люкс                             | 1 пара поездов в сутки                                                 |
| № 21/22                                                                    | Москва — Ульяновск                                                        | 15 апреля 2022 года                                                               | Купе                                       | 1 пара поездов в сутки                                                 |

## Фото

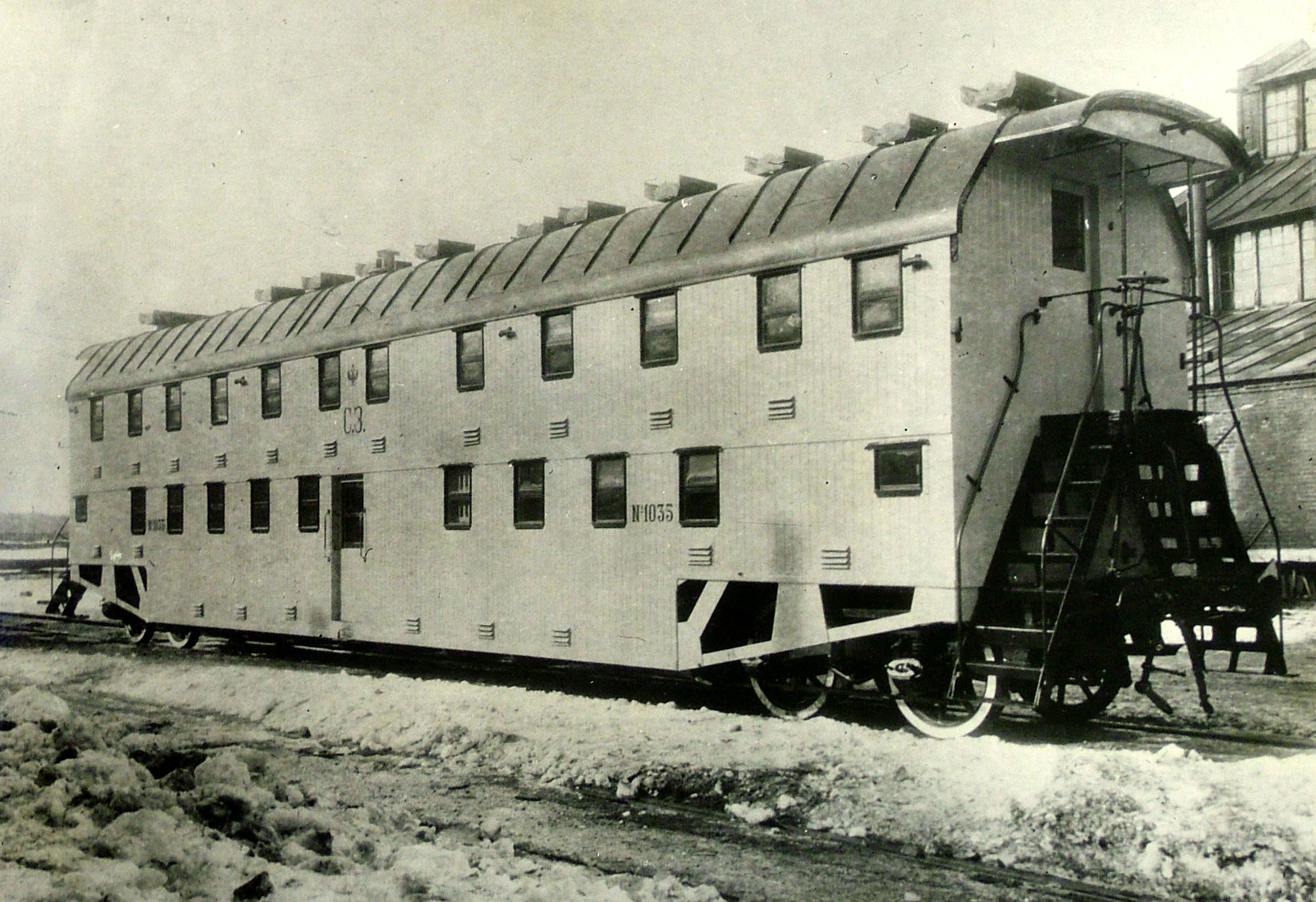
Вагон, созданный на ТВЗ в 1905 году
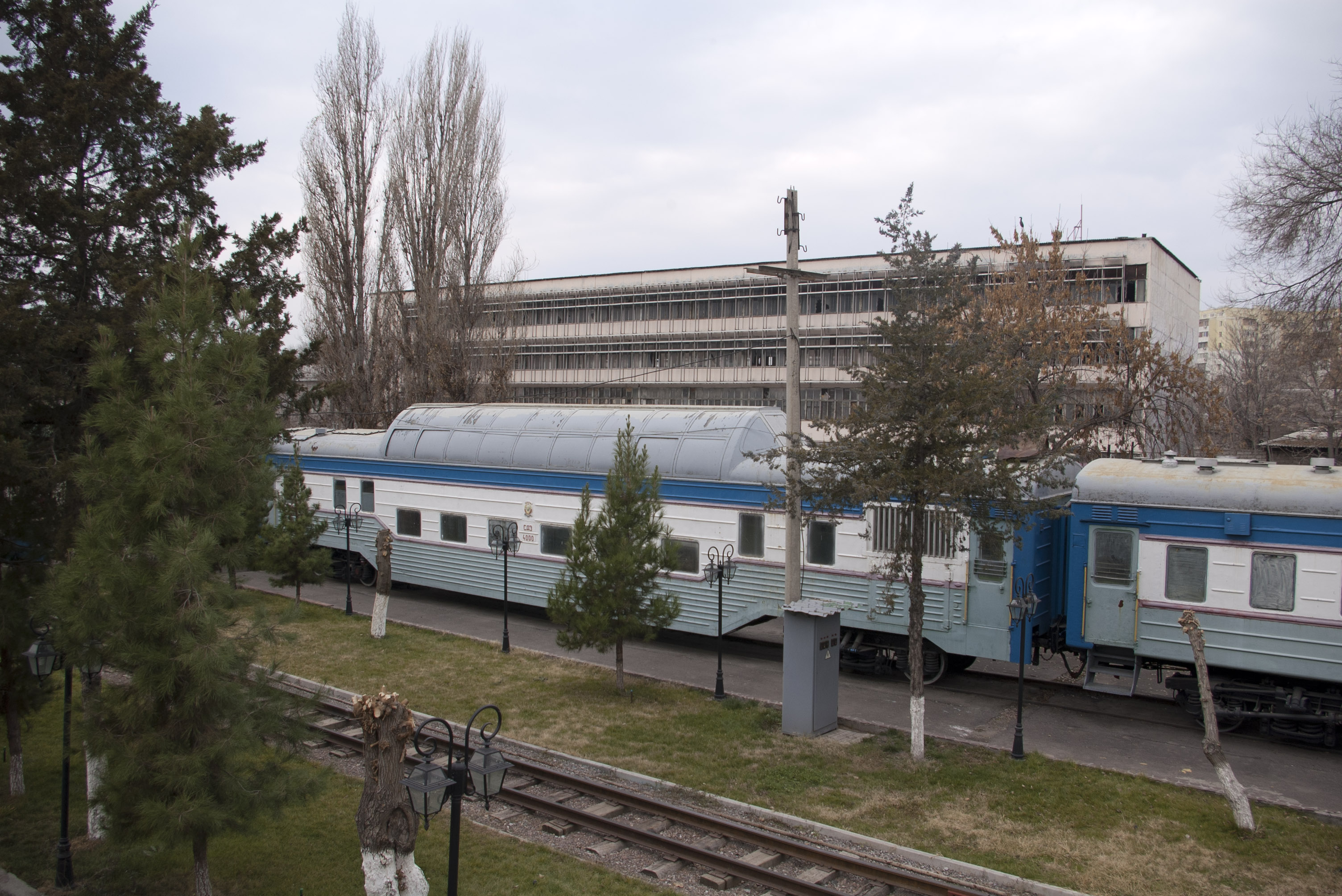
Советский туристический вагон[англ.] в Ташкентском музее железнодорожной техники
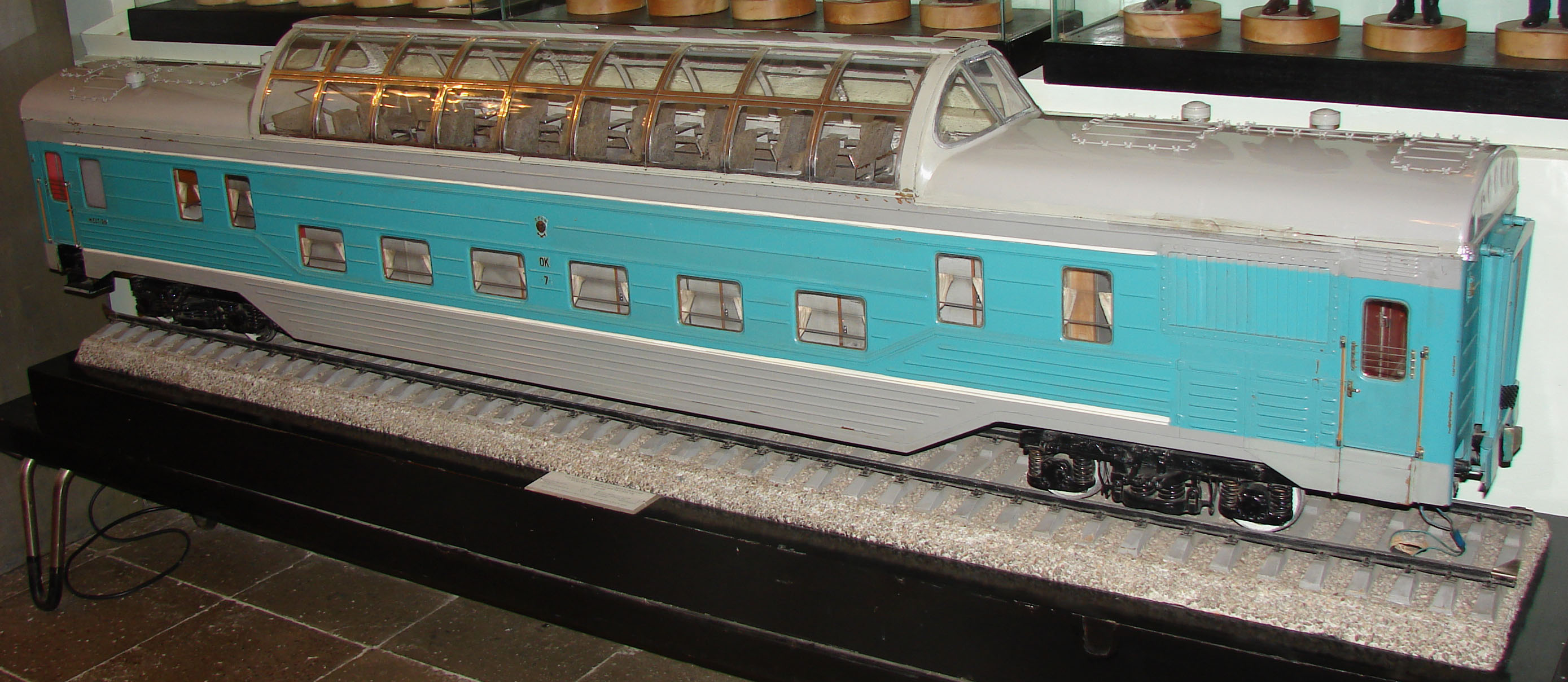
Модель советского туристического вагона[англ.]
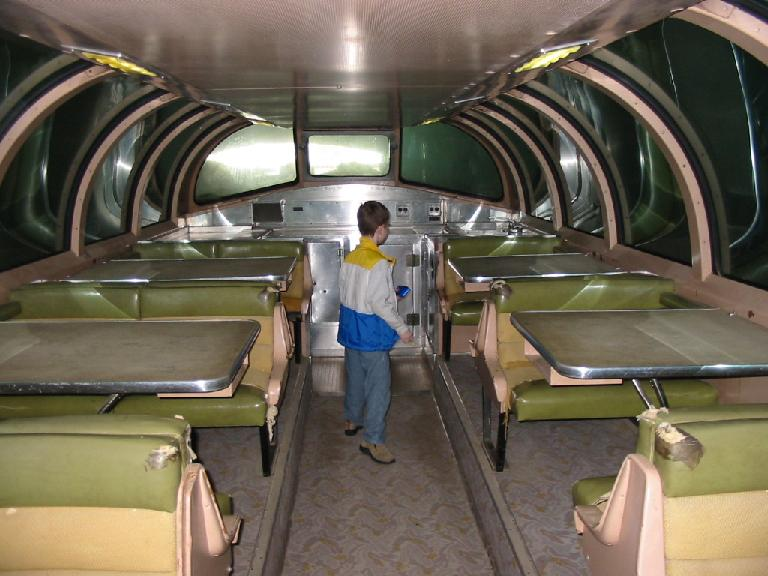
Зал наблюдения туристического вагона[англ.], зал наблюдения
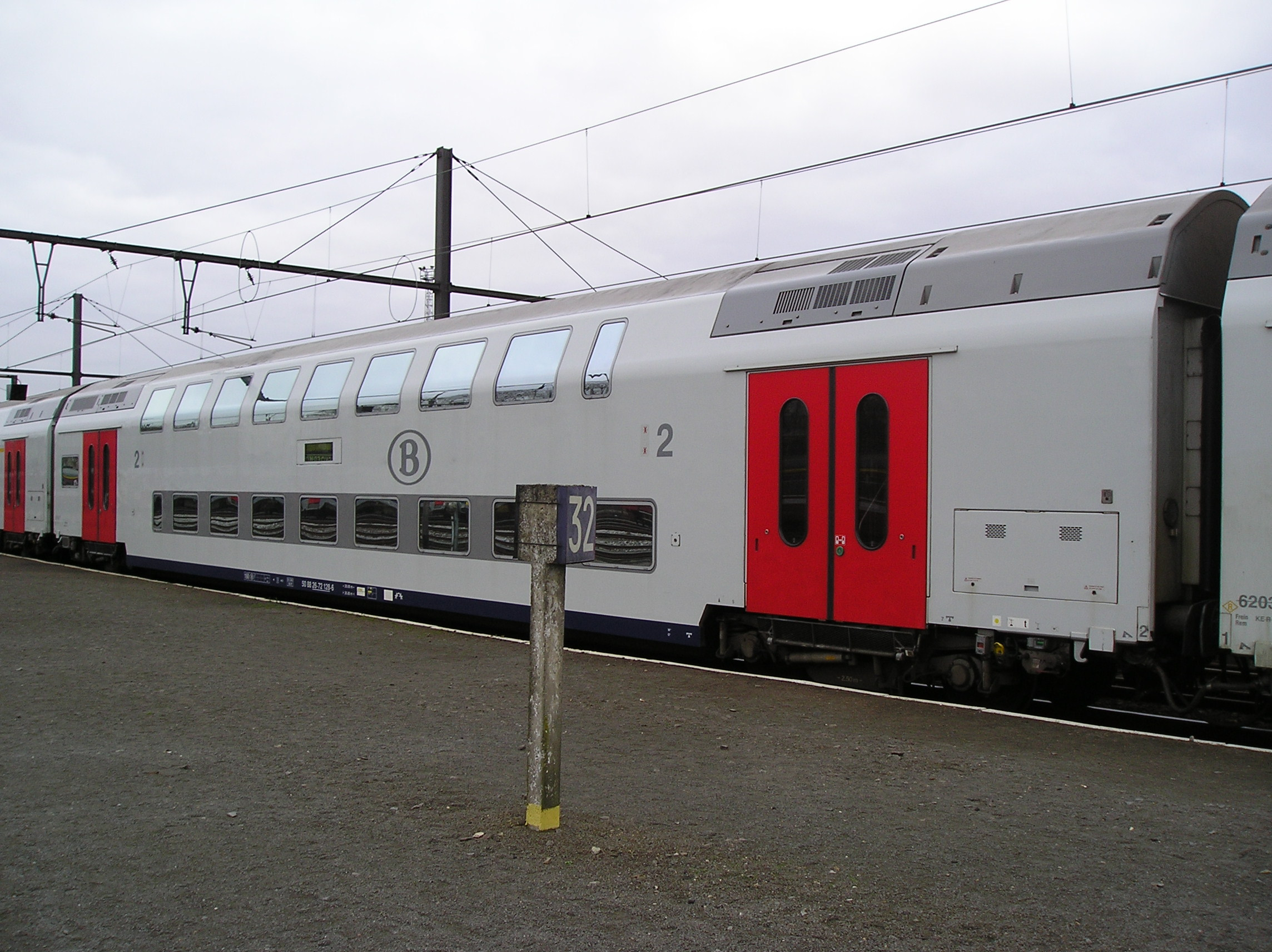
Тип M6 (Бельгия)
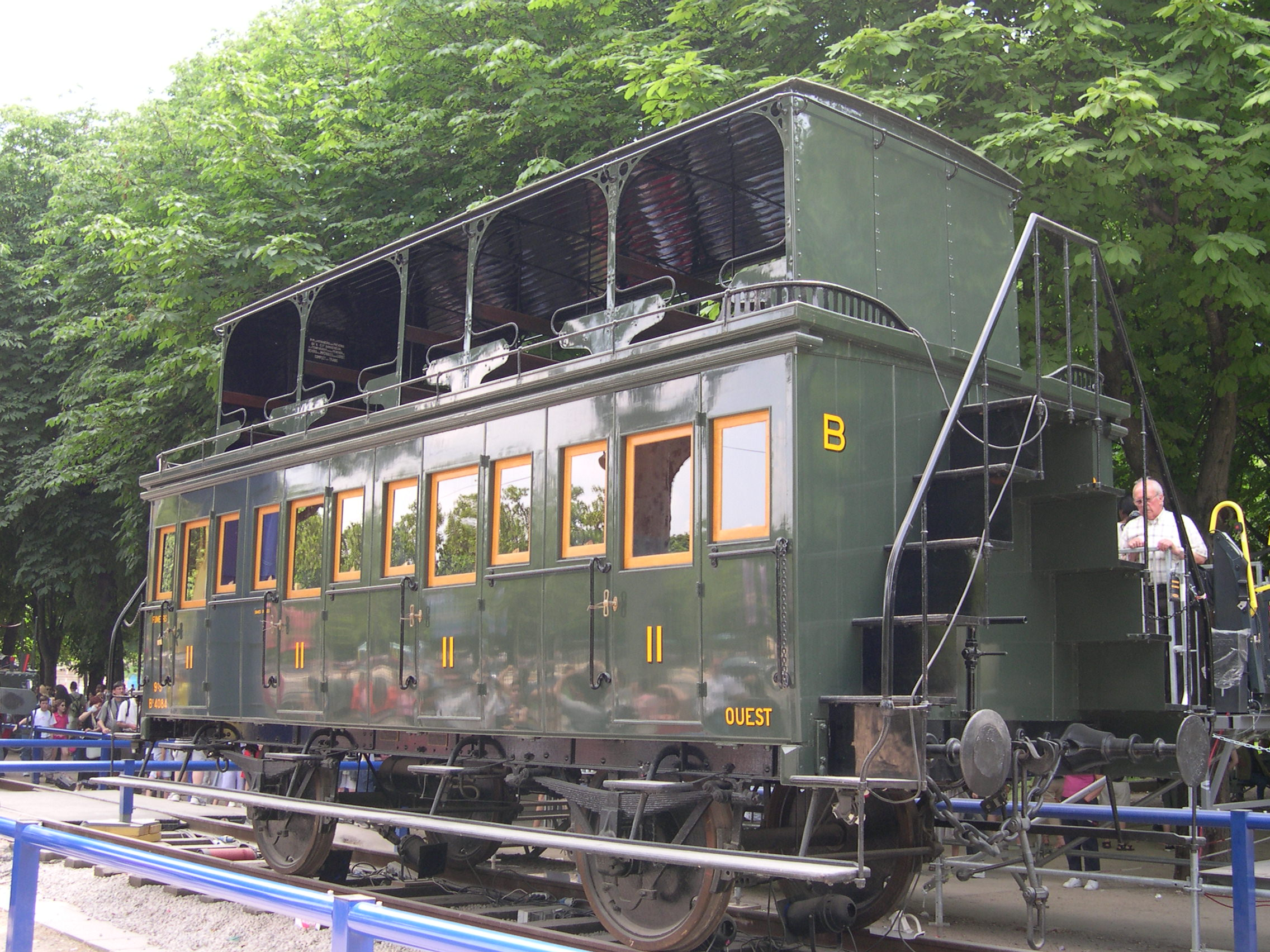
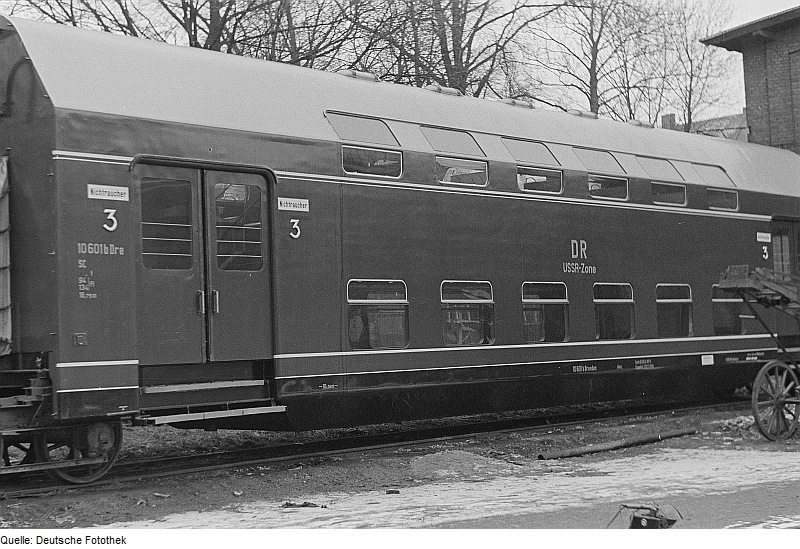
Снаружи
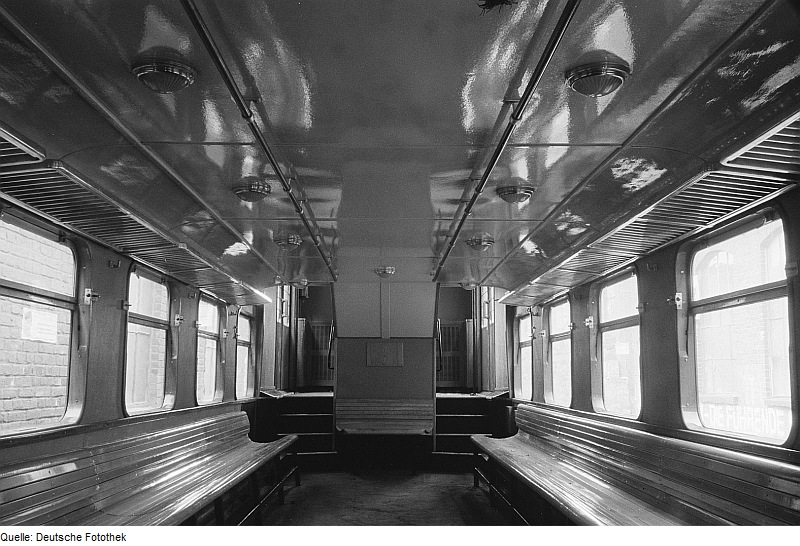
Первый этаж (Завод VEB Waggonbau Görlitz[нем.])
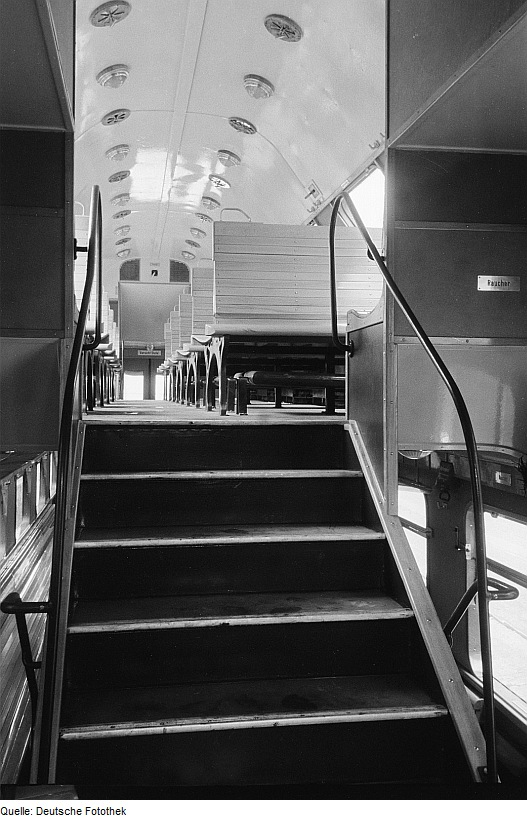
Лестница